# Saye Zerbo
Saye Zerbo (Tougan, 27 de agosto de 1932 – Uagadugu, 19 de setembro de 2013) foi um militar e político burquinense. Assumiu o controle político na República de Alto Volta, atual Burquina Fasso, depois de liderar um golpe de estado em 25 de novembro de 1980 contra o presidente Sangoulé Lamizana, que estava no poder havia quase 14 anos. Ficou no poder menos de dois anos, quando foi derrubado em 7 de novembro de 1982 pelo coronel Gabriel Yoryan Somé, que depois entregou a chefia política a uma junta militar liderada pelo major Jean-Baptiste Ouédraogo.